# Борисоглєбськ
Борисоглє́бськ, або Борисоглі́бськ (рос. Борисоглебск) — місто в Росії, адміністративний центр Борисоглєбського району Воронезької області. Статус міста з 1779 року. Населення 60,68 тис. осіб (2021). Розташоване на лівому березі річки Ворона (притока Хопра), за 240 км на схід від Воронежа. Північніше околиці міста починається суцільна російська етнічна територія. На південний схід — сильні впливи мордовської культури. В окрузі змішане українсько-російське населення. Разом із Борисоглєбським районом утворює єдину муніципальну агломерацію — Борисоглєбський міський округ з площею території 1322,32 км² і довжиною кордонів 212,8 км.

## Історія
До перших років Радянської влади Борисоглібськ відносився до Тамбовської губернії. Історію виникнення міста вивчали тамбовські краєзнавці, зокрема І. Дубасов і П. Черменській.
- Борисоглібськ був заснований в 1698 р. Спочатку він називався Павлівськом, Павлівською фортецею
- 1700 р. закладена Хоперська верф
- 1704 р. тут була побудована церква на честь святих Бориса і Гліба, ім'я якої незабаром перейшло і до всього міста
- 1728 р. Відповідно до указу Петра I від 13 листопада 1723 року вперше було складено Історико-географічний опис Борисоглібська
- 1781 р. У Борисоглібську 384 двори і 1934 жителі
- 1806 р. Імператором Олександром I затверджений генеральний план забудови міста
- 1869−1871 рр. Відкрито залізничну лінію Грязі—Борисоглєбськ—Царицин.
- 1870 р. Побудовані чавунний-ливарний і пивоварний заводи.
- 1878 р. Відкрито технічне залізничне училище
- 1910 р. На гроші купця Е. Д. Мягкова побудований Народний будинок (тепер будівля драматичного театру), переданий в дар місту. Відкритий кінотеатр «Модерну»
- 1913 р. Відкриття музею.
- 1914 р. У місті стала видаватися газета «Борисоглєбській листок».
- 1919 р. Композитор В.П. Вишневецький заснував дитячу музичну школу
- 1923 р. У місті відкриті: 2-га військова школа льотчиків Червоного Повітряного Флоту; ремонтні авіаційні майстерні; Будинок Піонерів
- 1930 р. Залізничні майстерні перетворені у вагоноремонтний завод
- 1932 р. Відкрито медичне училище
- 1936 р. Побудований стадіон «Спартак»
- 1937 р. Відкриті драматичний театр ім. Н. Г. Чернишевського, дорожній технікум, педагогічне училище
- 1940 р. Відкритий Вчительський інститут (згодом Педагогічний)
- 2001 р. Відкриті картинна галерея ім. П. И. Шолохова.

## Економіка
- ВАТ «Борхіммаш» (колишній завод хімічного машинобудування)
- ВАТ «БКМЗ» (казаново-механічний завод)
- АТ «БПСЗ» (приладобудівний завод)
- ЗАТ «БСС» (Борисоглєбські Системи Зв'язку)
- АТ «Патрони»
- Борисоглєбський авіаремонтний завод
- «Піраміда» — будівельно-монтажне управління
- Цегляний завод
- Пивоварний завод
- Комбінат хлібопродуктів
- Хлібозавод
- М'ясоконсервний комбінат

## Населення
- 1959 — 54 тис. осіб
- 2005 — 68,2 тис. осіб

## Люди

### Уродженці
- Виноградова Олена Іванівна (1902—1976) — українська радянська оперна співачка.
- Ковешніков Володимир Георгійович (1931—2015) — український вчений-анатом, доктор медичних наук, професор.
- Рибников Микола Миколайович (1930—1990) — радянський актор.
- Фруміна Ганна Єфремівна (1886—1959) — дитячий ортопед-травматолог

### Мешканці
- Дупліщев Михайло Іларіонович (народився 1912 в селі Калмик, тепер село Октябрьське Борисоглібського району — помер 1993) — радянський і український учений у галузі конструювання та проектування ракетно-космічної техніки
- А. Рябушкін — художник
- А. Купрін — художник
- Б. Шолохов — художник
- І. Машков — художник
- Павловський — академік, основоположник радянської школи паразитології
- Н. Сорокін — професор, основоположник радянської школи морської гравіметрії
- М. Єланський — головний хірург Збройних сил Росії
- М. Неделін — головний маршал артилерії, перший Головком ракетних військ стратегічного призначення
- Михайло Меньшиков — радянський дипломат
- К. Корнаковський — лісовод з світовим ім'ям
- О. Руцькой — політик